# Portsmouth Football Club
Maillots
Actualités
Le Portsmouth Football Club est un club anglais de football professionnel basé à Portsmouth, dans le Hampshire. L'équipe joue en Championship, le deuxième niveau du football anglais depuis la saison 2024-2025. L'équipe est également connu sous le nom de Pompey, un surnom local utilisé à la fois par la base navale de Sa Majesté, Portsmouth et par la ville de Portsmouth.
Fondée le 5 avril 1898, Portsmouth a commencé son histoire dans les Southern et Western leagues, avant d'être élu pour rentrer dans la English Football League en 1920. Portsmouth a remporté deux promotions en 1924 et 1927 pour atteindre la First Division, devenant ainsi le premier club de football au sud de Londres à être en première division.
Après avoir terminé finaliste de deux finales de la FA Cup en 1929 et 1934, Portsmouth a gagné pour la première fois la coupe en 1939. Portsmouth gagné le championnat d'angleterre à deux reprises au cours des saisons successives 1948-1949 et 1949-1950. Cependant, leurs 32 années consécutives en First Division se sont terminées par une relégation en 1959 et ont été suivies par une nouvelle relégation en 1961.
En 1978, Portsmouth est relégué en quatrième division pour la première fois avant retrouver la première division grâce à trois promotions en 1980, 1983 et 1987. Après un bref passage dans l'élite pour la saison 1987-1988, Portsmouth reste dans la deuxième division de 1988 à 2003. Après avoir remporté la deuxième division, les joueurs de Pompey passe sept ans en Premier League et ont remporté la FA Cup pour la deuxième fois en 2008.
La relégation de la Premier League en 2009-2010 a marqué le début d'une période difficile au cours de laquelle le club est entré à deux reprises dans l'administration financière et est relégué à trois reprises passant de la Premier League à la League Two en 5 ans. Après le rachat du club par le Pompey Supporters Trust en 2013, Pompey commence à se rétablir financièrement et remporte le titre de League Two en 2016-2017 et de League One en 2023-2024.
Portsmouth est l'un des cinq clubs anglais à avoir été champion des quatre niveaux de la pyramide du football professionnel anglais.
Pompey entretient une forte rivalité avec les Saints de Southampton, une rivalité basée en partie sur la proximité géographique et sur les histoires maritimes respectives des deux villes.

## Histoire

### Fondation du Portsmouth FC et premières années (1898-1920)

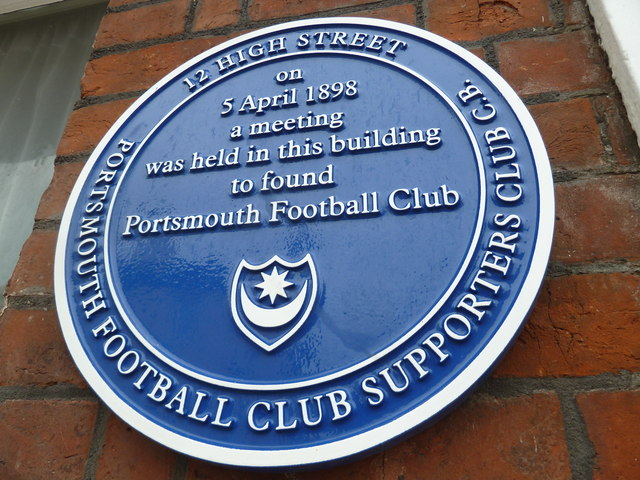
Blue Plaque commémorative au 12 High Street, Old Portsmouth

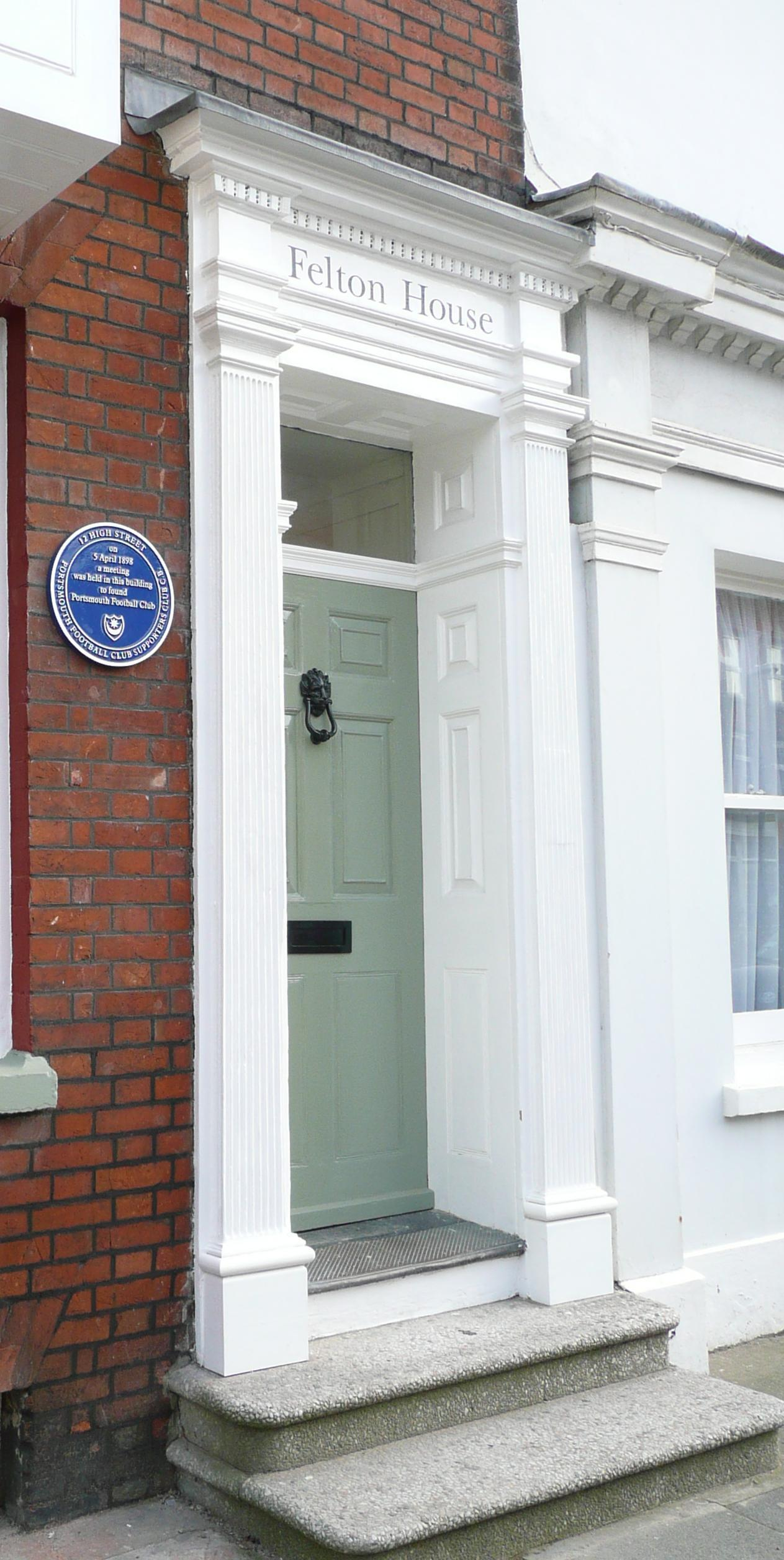
La Blue Plaque sur le mur du 12 High Street, Old Portsmouth commémore la fondation du club le 5 avril 1898.

Le Portsmouth FC est fondé le 5 avril 1898, au 12 High Street, dans le vieux Portsmouth, sous le nom de « The Portsmouth Football and Athletic Company Limited », avec John Brickwood comme président. Cependant l'équipe n'existe qu'à partir de 1899.
En 1899, des travaux commencent pour construire sur une parcelle d'anciennes terres agricoles près de Goldsmith Avenue, Milton, Portsmouth, un nouveau terrain de football, acheté en 1898 à la famille d'agriculteurs Goldsmith. Le nouveau stade devait être nommé Fratton Park en l'honneur de la gare ferroviaire de Fratton, située à proximité. Frank Brettell est annoncé comme premier entraîneur-secrétaire du Portsmouth Football Club en février 1899,. Le club fait demande pour l'entrée directe de Portsmouth dans la Southern Football League Division One, sans période d'essai habituelle dans les divisions inférieures. Cette demande est acceptée et le club rejoint la Southern Football League Division One pour la saison 1899-1900.
Le 6 septembre 1899, le tout premier match à domicile à Fratton Park est joué ; un match amical contre l'équipe locale de Southampton, que Portsmouth a remporté 2-0. Le premier match officiel à domicile en Southern League, le 9 septembre, est remporté par Pompey sur une victoire 2-0 contre Reading. La première saison 1899-1900 de Portsmouth dans la Southern Football League Division One est un succès, le club remporte 20 des 28 matches de championnat, ce qui leur vaut la deuxième place du classement derrière les champions Tottenham Hotspur.
Lors de leur deuxième saison 1900-1901 de la Southern Football League Division One, Portsmouth finit à la troisième place et rejoint la Western Football League en parallèle de la Southern League. Ils remportent la Western League trois saisons consécutives, 1900-1901, 1901-1902 et 1902-1903 ainsi que la Southern League en 1901-1902.
La Division One de la Western Football League de 1906-1907, est divisée en sections égales « A » et « B », avec un barrage entre les deux vainqueurs de section pour désigner un champion de la division One. La saison 1906-1907 est marquée par le match contre Manchester United à Fratton Park en FA Cup, avec une affluence record de 24 329 personnes. Le match se termine sur le score de 2-2 ce qui entraîne un match retour à Manchester, où Portsmouth remporte le match 2 à 1.
Lors de leur dernière participation dans la Western Football League, Portsmouth termine quatrième de la section « B » de la Division One. À la fin de la saison, les quatorze membres des sections divisées « A » et « B » de la Division 1 quittent la Western Football League. Portsmouth arrive à la sixième place de la Southern League avant que la saison suivante, 1910-1911, ne voit l'équipe reléguée. Une grave crise financière survint entre les saisons et un appel public à des fonds en mai 1911 maintint le club à flot.
Avec le recrutement du manager Robert Brown de Sheffield Wednesday, l'équipe termine deuxième de la Southern Football League Division Two 1911-1912 et est promue. Cependant, les finances du club sont de nouveau en difficulté, avec des pertes et des dettes s'élevant à 10 000 £. Une assemblée des actionnaires est convoquée le 8 mai 1912, au cours de laquelle George Lewin Oliver, l'un des fondateurs et directeurs d'origine, propose que la « Portsmouth Football and Athletic Company » soit dissoute et remplacée par une société plus orientée vers les affaires. La société d'origine est ensuite liquidée pour éliminer la dette et le 27 juillet 1912, la « Portsmouth Football Company Ltd » est créée en tant que nouvelle société mère du Portsmouth FC, avec d'importantes garanties financières données par le conseil d'administration. Le directeur fondateur original de 1898, George Lewin Oliver, est devenu le nouveau président du Portsmouth FC.
Pour la nouvelle saison 1912-1913 de la Southern Football League Division One, le club, désormais sous un nouveau propriétaire, porte de nouvelles couleurs : maillots bleus, shorts blancs et bas noirs. Pompey termine la saison en onzième position. Les compétions de football sont suspendues pendant la Première Guerre mondiale où de nombreux d'habitants et de supporters de la ville sont enrôlés. Beaucoup ont rejoint les « Pompey Pals Battalions », qui faisaient partie du Hampshire Regiment, mais peu sont rentrés chez eux. En 1915, la tribune de Fratton End est modernisée pour accueillir 8 000 supporters debout et recouverte d'un toit pour la première fois. Après la reprise des matches au cours de la saison 1919-1920, Portsmouth remporte le Southern League Championship pour la deuxième fois. Portsmouth est ensuite élu pour participer au premier championnat de la Football League Third Division ainsi en tant que membre fondateur où ils finissent 12e de cette première édition.

### Pérennisation en Football League et triomphe en FA Cup (1920-1946)
En compétition dans la Football League Third Division, Portsmouth remporte le titre lors de la saison 1923-1924. Faisant leurs débuts en Second Division pour la première fois en 1924-1925, ils terminent à la quatrième place. Portsmouth est promu en First Division en terminant 2e de Second Division lors de la saison 1926-1927 et, ce en enregistrant la victoire record du  club lors d'une victoire 9-1 contre Notts County.

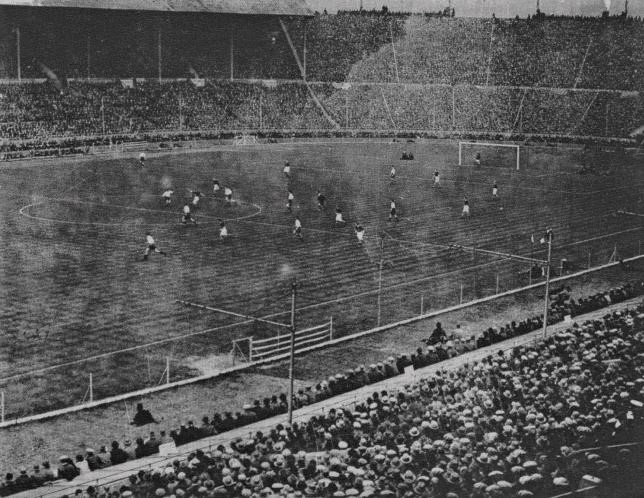
Photo lors de la finale de la FA Cup en 1929.

La première saison de Portsmouth dans la First Division 1927-1928 est une lutte, terminant un point et une place au-dessus de la relégation. La saison suivante de First Division 1928-1929 , Pompey a continué à faiblir, perdant 10-0 à Filbert Street contre Leicester City, devenant la défaite record du club à l'extérieur. Malgré leurs échecs en championnat, Portsmouth atteint pour la première fois la finale de la FA Cup, perdue contre les Bolton Wanderers 2 à 0. Portsmouth réussi à éviter la relégation, finissant 20e en championnat.
De 1929 à 1934, Portsmouth est devenu un club terminant régulièrement dans la première moitié du classement de la First Division. Lors de la saison 1933-1934, Portsmouth atteint à nouveau la finale de la FA Cup pour la deuxième fois, mais a perdu nouveau, cette fois contre Manchester City. Au milieu de la saison 1934-1935, le directeur fondateur original de 1898 et plus tard président de Portsmouth, George Lewin Oliver, est décédé. En septembre 1935, la capacité de Fratton Park est étendue à plus de 58 000 personnes avec la reconstruction de la tribune North Stand. Après s'être établi dans l'élite, Portsmouth atteint la finale de la FA Cup en 1939. C'est la troisième fois que le club est en finale de la compétition et la première fois que Portsmouth gagne le coupe d'Angleterre contre les favoris, Wolverhampton Wanderers sur le score de 4 à 1,. Bert Barlow et John 'Jock' Anderson marquent, tandis que Cliff Parker marque un doublé. Le début de la Seconde Guerre mondiale en 1939 a entraîné la suspension de la compétition de la FA Cup pour la durée de la guerre, ainsi Portsmouth a conservé le trophée jusqu'à sa reprise en 1945-1946.

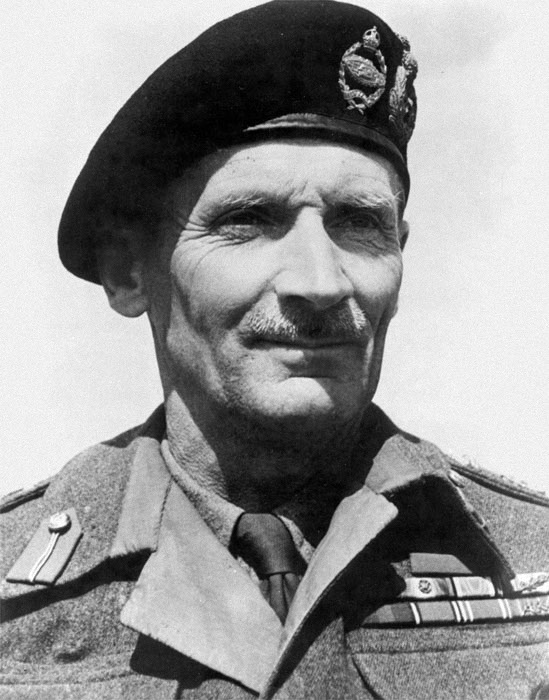
Bernard Montgomery, président du club.

La nouvelle saison 1939-1940 fut écourtée avec le début de la Seconde Guerre mondiale. Cependant, des compétitions de football ont eu lieu pendant la guerre, la Football League étant divisée en dix mini-ligues régionales, avec Portsmouth dans la « League South » ainsi qu'une compétition annuelle de coupe nationale, la Football League War Cup. Portsmouth participe également à la London War Cup qui oblige Portsmouth, l'actuel champion de la FA Cup, à se séparer de la Football Association pour y participer. En 1942, Portsmouth atteint la finale de la London War Cup mais est battu à Wembley 2-0 par Brentford
Au cours de ses visites de guerre à Portsmouth, le maréchal Montgomery s'intéresse au Portsmouth Football Club et est nommé président honoraire du Portsmouth FC en 1944 jusqu'en 1961. La fin de la Seconde Guerre mondiale en 1945 a permis à Portsmouth de conserver le trophée de la FA Cup pendant la plus longue période ininterrompue de sept ans. Selon la rumeur, le manager Jack Tinn aurait gardé le trophée de la FA Cup « en sécurité sous son lit » pendant une partie de la guerre mais cependant ce pourrait être une légende urbaine. Comme la ville navale de Portsmouth était une cible militaire stratégique principale pour les bombardements allemands de la Luftwaffe, le trophée de la FA Cup était régulièrement déplacé autour de la ville de Portsmouth pour sa protection.

### Années d'après-guerre et champions d'Angleterre (1946-1959)
La FA Cup reprend pour la saison 1945-1946, mais la reprise de la Football League s'effectue un an plus tard en 1946-1947. Portsmouth a vu partir ses footballeurs pour servir dans la Royal Navy et les Royal Marines pendant les années de guerre.
Au cours de la saison 1948-1949, l'équipe de Bob Jackson est pressenti pour être la première équipe du 20e siècle à remporter un «double» historique du championnat et de la FA Cup, ce qui contribue à attirer une fréquentation moyenne à domicile de 37 000 supporters et une fréquentation record de 51 385 lors d'un match de quart de finale de la FA Cup contre Derby County avant une défaite en demi-finale contre Leicester City. Portsmouth remporte tout de même le titre de champion d'Angleterre. Sous Bob Jackson, l'équipe bat Aston Villa 5-1 le dernier jour de la saison 1949-1950 suivante, remportant à nouveau le titre de champion d'Angleterre pour une deuxième saison consécutive à la différence de but alors que Portsmouth et le vice-champion Wolverhampton terminent la saison avec le même nombre de points. La saison suivante, en 1950-1951, Portsmouth termine en 7e position. Eddie Lever a pris la relève de Pompey en 1952 après que l'entraîneur vainqueur des derniers championnat, Bob Jackson, ait rejoint Hull City en juin 1952. Après avoir évité de peu la relégation au cours des saisons précédentes, Portsmouth termine dernier de la First Division à la fin de la saison 1958-1959, mettant ainsi fin à 32 ans en première division.

### Déclin et relégation en quatrième division (1959-1979)
Après une autre mauvaise saison, Portsmouth échappe à une nouvelle relégation en troisième division par 2 points sur Hull City, en terminant 20e soit seulement une place au-dessus de la zone de relégation. Au cours de la saison 1960-1961, Portsmouth a terminé avant dernier de la deuxième division synonyme de relégation. Sous la direction de George Smith, Portsmouth a été promu en deuxième division dès la saison suivante en remportant le titre de troisième division.

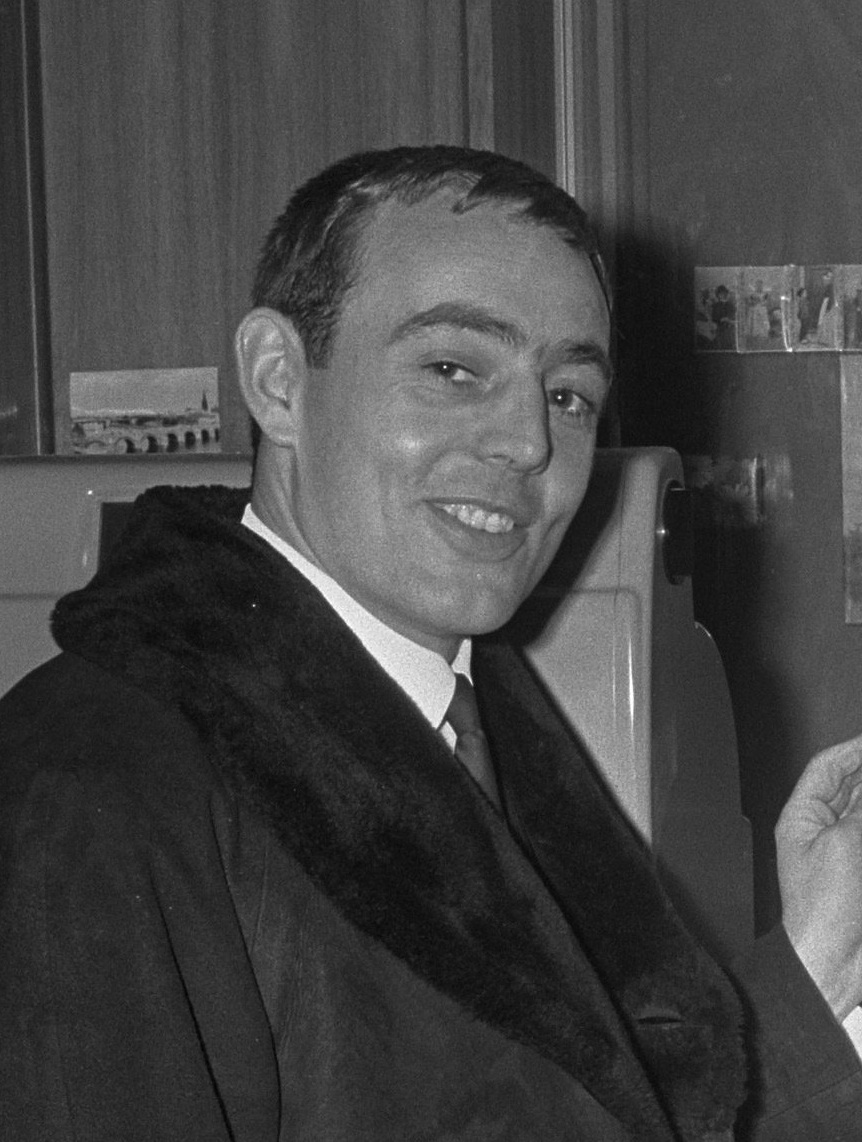
Ian St. John entraîneur du club de 1974 à 1977.

Malgré des moyens financiers limités, le manager George Smith a maintenu Portsmouth en Second Division pendant le reste des années 1960 jusqu'à ce que Smith soit remplacé par Ron Tindall en avril 1970. L'injection de liquidités de £400 000 qui a accompagné l'arrivée de John Deacon en tant que président en 1972 n'a pas réussi à améliorer la situation sportive de Portsmouth avec notamment l'arrivée d'un nouvel entraîneur, John Mortimore. Après une nouvelle année décevante, Mortimore est licencié et est remplacé par l'ancien attaquant écossais de Liverpool, Ian St. John. Deacon étant incapable de continuer à financer le club sur la même lancée, Portsmouth termine dernier de la deuxième division lors de la saison 1975-1976 et est relégué en troisième division.
En novembre de la saison 1976-1977 de Third Division, le club doit lever £25 000 pour rembourser ses dettes et ainsi éviter la faillite. Les meilleurs joueurs doivent être vendus pour améliorer la situation financière du club, n'ayant aucun argent disponible. Pour pallier ces départs, le club est contraint de s'appuyer sur de jeunes joueurs inexpérimentés. Pompey termine la saison 1976-1977 à une seule place au-dessus de la zone de relégation. Ils sont relégués à la fin de la saison suivante, terminant à la dernière place. À la suite de cette saison, Ian St. John est licencié de son poste d'entraîneur.
Lors de la saison 1978-1979 de Fouth Division, Portsmouth a terminé en 7e position. Jimmy Dickinson a subi une crise cardiaque vers la fin de la saison et après la saison de mai 1979, il est remplacé par Frank Burrows.

### Retour en première division (1979-1987)

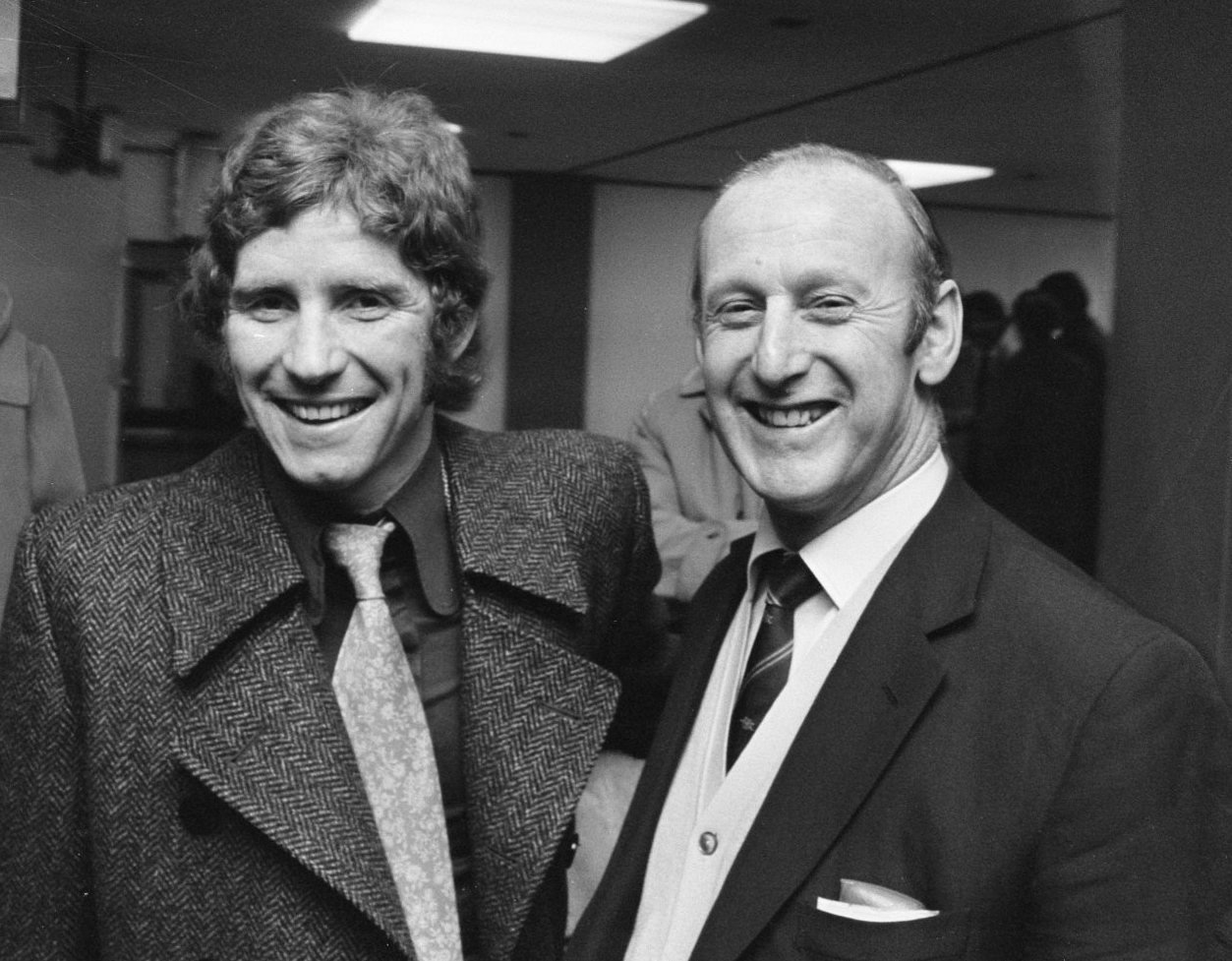
Alan Ball (à gauche), fait remonter l'équipe en première division.

Sous la nouvelle direction de Frank Burrows, Portsmouth est promu en Third Division après avoir terminé 4e en Fourth Division lors de la saison 1979-1980. Portsmouth reste trois saisons en troisième division avant qu'en 1983, Pompey remporte son titre de champion de Third Division, gagnant ainsi une promotion en Second Division.
Lors de la saison 1983-1984, Portsmouth termine 16e. Après la saison, Bobby Campbell est remplacé par l'ancien vainqueur de la Coupe du monde avec l'Angleterre, Alan Ball, le 11 mai 1984. Sous Ball, les résultats du club se sont nettement améliorés et ils ratent de peu la promotion en First Division lors de la saison 1984-1985. Lors de la troisième saison de Ball en 1986-1987, Portsmouth finit deuxième derrière Derby County. Avec cette bonne saison, les Blues du Hampshire gagnent leur promotion en première division pour la première fois depuis la saison 1958-1959.
Au milieu de la nouvelle saison 1987-1988 de First Division, le club était de nouveau en difficulté financière avec un terrain en mauvais état. Portsmouth est directement relégué  en deuxième division. L'été 1988 voit le président John Deacon vendre le club à l'homme d'affaires basé à Londres et ancien président des Queens Park Rangers, Jim Gregory,.

### Bref retour au haut-niveau (2003-2008)
Après plusieurs années de fortunes diverses au sein de la deuxième division nationale, Portsmouth atteint la Premier League pour la première fois en 2003. Après trois saisons relativement difficiles, le club est racheté par l'homme d'affaires franco-israélo-russe Alexandre Gaydamak, qui met à sa disposition des fonds importants pour s'attacher les services de joueurs de qualité. Portsmouth termine en 2006-2007 pour la première fois dans la première moitié de tableau de la Premier League, en 9e position. Ces promesses sont confirmées lors de la victoire en Cup en mai 2008 ce qui assure une participation en Coupe UEFA.

### Faillite économique et débâcle sportive (2008-2013)
Seulement la saison 2008-2009 va virer au cauchemar pour Pompey : malgré un effectif de qualité (Peter Crouch, Jermain Defoe, Lassana Diarra), le départ d'Harry Redknapp vers les Spurs de Tottenham en octobre va s'avérer crucial pour la suite de la saison. Tony Adams, son adjoint, le remplace à la tête de l'équipe mais les résultats ne suivent pas et le club se retrouve rapidement dans des eaux troubles. Lassana Diarra et Jermaine Defoe s'envolent respectivement pour le Real Madrid et Tottenham lors du mercato hivernal ce qui affaiblit le groupe. Tony Adams est alors démis de ses fonctions et Paul Hart prend sa succession. Le club se sauvera en fin de saison mais cela n'augure rien de bon pour la suite.
À l'été 2009, de nombreux changements sont opérés au sein de l'équipe première avec les départs de cadres tels que Peter Crouch, Sol Campbell, Sylvain Distin palliés par les arrivées de Frédéric Piquionne, Tal Ben Haim, Aruna Dindane, Hassan Yebda et Steve Finnan entre autres. Cette saison va se révéler désastreuse, Portsmouth commence par sept défaites consécutives et se retrouvant largement dernier à la 25e journée et étant sous la menace d'une faillite en raison de sa dette au fisc et en consommant quatre propriétaires et trois entraineurs.
Afin de remettre les comptes à niveau, Pompey demande une dérogation spéciale afin de pouvoir vendre certains joueurs en dehors de la période de transfert finie depuis le 31 janvier 2010. D'abord acceptée par la FIFA, elle a été refusée par la Premier League.
En février 2010, 9 points de pénalité sont infligés au club ce qui le condamne quasiment à la relégation en Championship. Cette dernière sera officielle le 10 avril 2010 à la suite de la victoire de West Ham United sur Sunderland (1-0) lors de la 34e journée.
Le 24 octobre 2010, le club est racheté par un homme d'affaires de Hong Kong, Balram Chainrai, accompagné de Levi Kushnir et Deepak Chainrai.
Le 1er juin 2011, Portsmouth est de nouveau racheté, cette fois-ci par la Convers Sports Initiatives (CSI) dirigé par Vladimir Antonov et Roman Dubov. Le 17 février 2012, le club est placé en redressement judiciaire et reçoit une pénalité de 10 points.
Le 21 avril 2012, Portsmouth est officiellement relégué à l'échelon inférieur (D3) après sa défaite contre Derby County (2-1). Ceci est l'occasion, pour l'entraîneur Michael Appleton, de repartir sur de nouvelles bases, lui qui pense que Portsmouth sera l'un des gros poissons de League One (troisième division), la saison prochaine.
Pour rééquilibrer les comptes, le club laisse partir de nombreux joueurs comme Dave Kitson ou encore Liam Lawrence. Le club recrute alors des joueurs libres et peu chers en leur faisant signer des contrats de un mois. Pendant ce temps une assemblée de supporters essaient de racheter le club pour essayer de réparer les fautes des anciens actionnaires qui ont mené le club à la quasi-faillite. En milieu de saison et après un début de saison laborieux, Michael Appleton quitte le club pour Blackpool laissant le club à la dérive. Guy Whittingham, ancienne légende du club, le remplace mais les résultats ne sont pas là et le club va lutter pour la relégation jusqu'à la fin de la saison.
Le 16 avril 2013, Portsmouth est officiellement relégué en quatrième division, soit sa troisième relégation en quatre ans.

### Reprise en main par les supporters (depuis 2013)
C'est également en avril de cette même année que le club est placé en redressement judiciaire. Plus de 2 300 fans, tous membres de la "Pompey Supporters Trust", injectent alors 2,5 millions £ pour reprendre le contrôle du club. Le directeur des finances, Tony Brown, annonce en septembre 2014 que la dette du club est effacée. Alors que la montée en division supérieure est compromise, le club est en bonne santé financière, annonçant un bénéfice de 118 976 £.
En 2017, le club est promu en League One (troisième division anglaise).
En 2019, le club remporte l'EFL Trophy en battant Sunderland AFC aux tirs au but, devant 85 201 spectateurs, un chiffre record pour la finale de cette compétition.
En 2020, Pompey est en voie de faire la passe de deux, après une remontée fantastique face à Exeter City FC, le club se qualifie en plays-offs, mais Portsmouth perd en demi-finale face à Oxford United.
En 2024 le club est promu en Championship (deuxième division anglaise) après 12 ans d'absence dans l'antichambre anglaise en étant sacré champion de League One. Malgré des défaites précoces en FA Cup, League Cup et EFL Trophy, cela n'a pas empêcher le club de se concentrer pleinement sur le championnat. Avec 27 victoires, 13 nuls et 4 défaites, Pompey est sacré champion dès la 44e journée après la victoire 3-2 contre Barnsley. Pour  récompenser cette saison, John Mousinho, alors entraîneur pour la première fois lors d'une saison pleine, est nommé entraîneur de la saison d'EFL League One. Le gardien Will Norris, le défenseur Conor Shaughessy et le milieu et capitaine Marlon Pack sont nommés dans l'équipe de la saison de League One.

## Palmarès
| Championnats nationaux | Coupes nationales |
| - Championnat d'Angleterre (2) : - Champion : 1949 et 1950. - Championnat d'Angleterre de deuxième division (1) : - Champion : 2003. - Vice-champion : 1927 et 1987. - Championnat d'Angleterre de troisième division (4) : - Champion : 1924, 1962, 1983 et 2024. - Championnat d'Angleterre de quatrième division (1) : - Champion : 2017. | - Coupe d'Angleterre (2) : - Vainqueur : 1939 et 2008. - Finaliste : 1929, 1934 et 2010. - Community Shield (1) : - Vainqueur : 1949. - Finaliste : 2008. - EFL Trophy (1) : - Vainqueur : 2019. - Finaliste : 2020. |

## Historique du logo

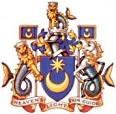
1992-1997
1997-2008
2008-2015
2015-2018
2018-2024
Depuis 2024

## Joueurs et personnalités du club

### Entraîneurs
Le tableau suivant présente la liste des entraîneurs du club depuis 1898.
| Rang | Nom                   | Période             |
| ---- | --------------------- | ------------------- |
| 1    | Frank Brettell        | août 1898-mai 1901  |
| 2    | Bob Blyth             | août 1901-mai 1904  |
| 3    | Richard Bonney        | août 1904-mai 1908  |
| 4    | ?                     | août 1908-mai 1911  |
| 5    | Robert Brown          | août 1911-mai 1920  |
| 6    | John McCartney        | mai 1920-mai 1927   |
| 7    | Jack Tinn             | mai 1927-mai 1947   |
| 8    | Bob Jackson           | mai 1947-juin 1952  |
| 9    | Eddie Lever           | août 1952-avr. 1958 |
| 10   | Freddie Cox           | août 1958-fév. 1961 |
| 11   | George Smith          | avr. 1961-avr. 1970 |
| 12   | Ron Tindall           | avr. 1970-mai 1973  |
| 13   | John Mortimore        | mai 1973-sept. 1974 |
| 14   | Ron Tindall (intérim) | sept. 1974          |
| 15   | Ian St. John          | sept. 1974-mai 1977 |
| 16   | Jimmy Dickinson       | mai 1977-mai 1979   |

| Rang | Nom                    | Période               |
| ---- | ---------------------- | --------------------- |
| 17   | Frank Burrows          | mai 1979-mai 1982     |
| 18   | Bobby Campbell         | mai 1982-mai 1984     |
| 19   | Alan Ball              | mai 1984-janv. 1989   |
| 20   | John Gregory           | janv. 1989-janv. 1990 |
| 21   | Frank Burrows          | janv. 1990-mars 1991  |
| 22   | Tony Barton (intérim)  | mars 1991-mai 1991    |
| 23   | Jim Smith              | juin 1991-fév. 1995   |
| 24   | ?                      | fév. 1995-août 1995   |
| 25   | Terry Fenwick          | août 1995-janv. 1998  |
| 26   | Keith Waldon (intérim) | janv. 1998            |
| 27   | Alan Ball              | janv. 1998-déc. 1999  |
| 28   | Bob McNab (intérim)    | déc. 1999-janv. 2000  |
| 29   | Tony Pulis             | janv. 2000-oct. 2000  |
| 30   | Steve Claridge         | oct. 2000-fév. 2001   |
| 31   | Graham Rix             | fév. 2001-mars 2002   |
| 32   | Harry Redknapp         | mars 2002-nov. 2004   |

| Rang | Nom                    | Période               |
| ---- | ---------------------- | --------------------- |
| 33   | Velimir Zajec          | nov. 2004-avr. 2005   |
| 34   | Alain Perrin           | avr. 2005-nov. 2005   |
| 35   | Joe Jordan (intérim)   | nov. 2005-déc. 2005   |
| 36   | Harry Redknapp         | déc. 2005-oct. 2008   |
| 37   | Tony Adams             | oct. 2008-fév. 2009   |
| 38   | Paul Hart              | fév. 2009-nov. 2009   |
| 39   | Avram Grant            | nov. 2009-mai 2010    |
| 40   | Steve Cotterill        | juin 2010-oct. 2011   |
| 41   | Stuart Gray (intérim)  | oct. 2011-nov. 2011   |
| 42   | Michael Appleton       | nov. 2011-nov. 2012   |
| 43   | Guy Whittingham        | nov. 2012-nov. 2013   |
| 44   | Andy Awford (intérim)  | nov. 2013-déc. 2013   |
| 45   | Richie Barker          | déc. 2013-mars 2014   |
| 46   | Andy Awford            | mars 2014-avr. 2015   |
| 47   | Gary Waddock (intérim) | avr. 2015-mai. 2015   |
| 48   | Paul Cook              | mai. 2015-mai.2017    |
| 49   | Kenny Jackett          | juin. 2017-mars. 2021 |
| 50   | Danny Cowley           | mars.2021-jan. 2023   |
| 51   | John Mousinho          | depuis jan. 2023      |

## Effectif professionnel actuel
Le tableau suivant liste l'effectif professionnel de Portsmouth pour la saison 2024-2025.
En grisé, les sélections de joueurs internationaux chez les jeunes mais n'ayant jamais été appelés aux échelons supérieurs une fois l'âge-limite dépassé ou les joueurs ayant pris leur retraite internationale.

### Joueurs emblématiques
- Andy Awford
- Mark Chamberlain
- Peter Crouch
- Papa Bouba Diop
- Darren Anderton
- Lee Bradbury
- Jimmy Dickinson
- Johnny Gordon
- Andy Myers
- John Beresford
- Paul Walsh
- Alan Knight
- Glen Johnson
- Mark Hateley
- Chris Kamara
- Paul Merson
- Micky Quinn
- Jimmy Scoular
- Fitzroy Simpson
- Paul Hall
- John Utaka
- Yakubu Aiyegbeni
- Nwankwo Kanu
- Benjani
- Lomana LuaLua
- Alan McLoughlin
- Aaron Mokoena
- Dejan Stefanović
- Nadir Belhadj
- Lassana Diarra
- Milan Baroš
- Niko Kranjčar
- Younès Kaboul
- Conor Chaplin
- Matthew Clarke
- Brett Pitman
- Christian Burgess
- Tom Naylor
- Marcus Harness

## Structures du club

### Stade

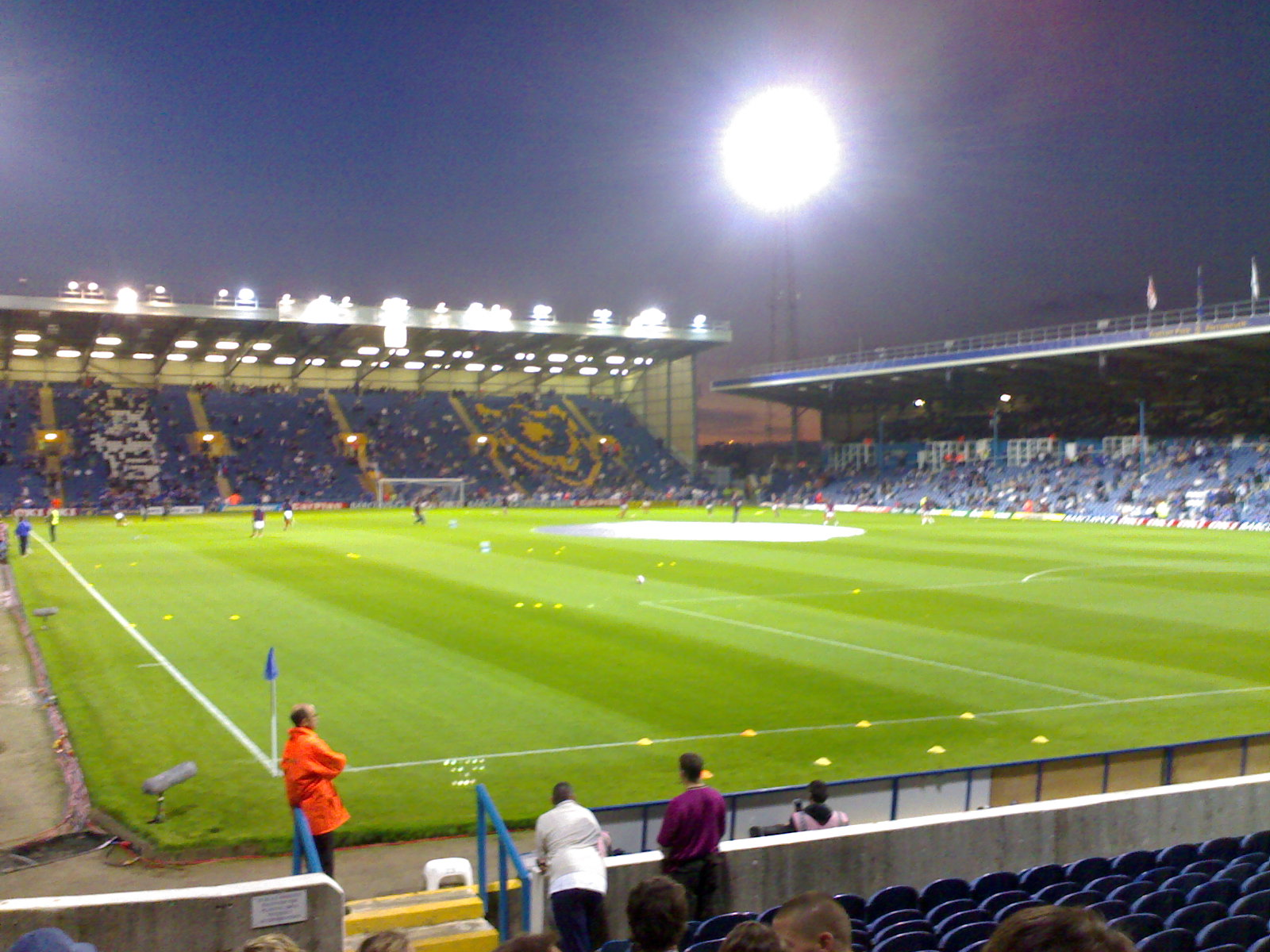
Fratton Park en septembre 2006.

Le club de Portsmouth FC joue ses matchs à domicile dans le stade de Fratton Park. Cette enceinte, dessinée par l'architecte Archibald Leitch, a vu le jour en 1899 et permet de recevoir 20 224 spectateurs. Le nombre record de spectateurs a été réuni le 26 février 1949 pour un match de FA Challenge Cup opposant Portsmouth à Derby County. Aujourd'hui le stade présente des taux de remplissage quasi maximaux. Outre l'équipe première de Portsmouth, il a aussi accueilli des rencontres internationales, notamment en 1903 un match de l'équipe d'Angleterre. L'arrivée dans la tribune de Fratton End se fait par une entrée de style Tudor.
Le stade se compose de quatre tribunes contenant uniquement des places assises: Fratton End, Milton End, North Stand et South Stand.
Le stade a été rénové en 2007.
Un premier projet de construction d'un nouveau stade de 35 000 places fut abandonné en 2009 en raison de la crise financière. Un second projet prévoyant l'agrandissement de Fratton Park afin de porter sa capacité aux alentours de 30 000 personnes dut lui aussi être mis en sommeil à cause de la relégation du club en League Two (D4) à l'issue de la saison 2012-2013.